# Poeciloxestia bivittata
Poeciloxestia bivittata là một loài bọ cánh cứng trong họ Cerambycidae.